# Amélie de Deux-Ponts-Birkenfeld
Titres
Reine consort de Saxe
6 août 1806 – 5 mai 1827
(20 ans, 8 mois et 29 jours)
Duchesse consort de Varsovie
9 juin 1807 – 9 juin 1815
(8 ans)
Électrice consort de Saxe
29 janvier 1769 – 6 août 1806
(37 ans, 6 mois et 8 jours)
Amélie de Deux-Ponts-Birkenfeld, née le 10 mai 1752, décédée le 15 novembre 1828, est une princesse de Bavière, laquelle par son mariage avec Frédéric-Auguste Ier de Saxe devient électrice puis reine de Saxe et enfin duchesse de Varsovie.
Fille de Frédéric-Michel de Deux-Ponts-Birkenfeld et de Françoise de Palatinat-Soulzbach, Amélie de Deux-Ponts-Birkenfeld épouse en 1769 Frédéric-Auguste Ier, Électeur de Saxe (1750-1827) qui fut élevé à la dignité royale par l'Empereur des Français Napoléon Ier en 1806.
Quatre enfants sont issus de cette union :
- Un enfant mort-né en 1771
- Un enfant mort-né en 1775
- Augusta de Saxe (1782-1863) dite l'« Infante de Pologne »
- Un enfant mort-né en 1797

La reine douairière de Saxe est inhumée le 18 novembre 1828 en la Cathédrale de la Sainte-Trinité de Dresde